# Superclásico de las Américas de 2011
El Superclásico de las Américas de 2011 fue la primera edición de esta competición sudamericana. Se caracterizó por formarse ambos equipos únicamente con jugadores que se desempeñaran en la Primera División argentina o la Serie A brasileña. Se disputaron dos partidos, el primero en Argentina y el segundo en Brasil, en los que se consagró el último equipo como campeón.

## Sedes
La Asociación del Fútbol Argentino (AFA) confirmó a la ciudad de Córdoba como escenario del partido de ida a celebrarse el 14 de septiembre, en el Estadio Mario Alberto Kempes. Por su parte, la Confederação Brasileira de Futebol (CBF) señaló a la ciudad de Belém como sede del encuentro de vuelta, en el Mangueirão, el 28 del mismo mes.
| Córdoba                      | Belém             |
| ---------------------------- | ----------------- |
| Estadio Mario Alberto Kempes | Mangueirão        |
| Capacidad: 60 000            | Capacidad: 45 007 |
|                              |                   |

## Partidos

### Partido de ida
| 1     | POR   | Agustín Orión        |     |
| 3     | DEF   | Emiliano Papa        |     |
| 5     | DEF   | Cristian Cellay      |     |
| 6     | DEF   | Sebastián Domínguez  |     |
| 2     | DEF   | Leandro Desábato     |     |
| 4     | DEF   | Iván Pillud          |     |
| 8     | MED   | Augusto Fernández    | 86' |
| 11    | MED   | Víctor Zapata        |     |
| 10    | MED   | Héctor Canteros      |     |
| 7     | DEL   | Juan Manuel Martínez | 58' |
| 9     | DEL   | Mauro Boselli        | 24' |
| D. T. | D. T. | Alejandro Sabella    |     |

| 1     | POR   | Jefferson Galvão     |     |
| 2     | DEF   | Danilo Luiz da Silva |     |
| 3     | DEF   | Dedé Vital           |     |
| 4     | DEF   | Réver Araújo         |     |
| 6     | DEF   | Kléber Carvalho      |     |
| 7     | MED   | Paulinho Bezerra     | 86' |
| 5     | MED   | Ralf Teles           |     |
| 8     | MED   | Renato Abreu         | 63' |
| 11    | DEL   | Neymar Jr            |     |
| 10    | DEL   | Ronaldinho Gaúcho    |     |
| 9     | DEL   | Leandro Damião       |     |
| D. T. | D. T. | Mano Menezes         |     |

| 22 | DEL | Emmanuel Gigliotti | 24' |
| 23 | DEL | Pablo Mouche       | 58' |
| 18 | MED | Cristian Chávez    | 86' |

| 17 | MED | Oscar Emboaba            | 63' |
| 22 | MED | Carlos Henrique Casemiro | 86' |
|    |     |                          |     |

|  |

|  |

| Amonestado | 65' | Víctor Zapata |

|  |

| Árbitro             | Enrique Osses     |
| Árbitros asistentes | Patricio Basualto |
| Árbitros asistentes | Carlos Astroza    |
| Cuarto árbitro      | Héctor Baldassi   |

| 1     | POR   | Agustín Orión        |     |
| 3     | DEF   | Emiliano Papa        |     |
| 5     | DEF   | Cristian Cellay      |     |
| 6     | DEF   | Sebastián Domínguez  |     |
| 2     | DEF   | Leandro Desábato     |     |
| 4     | DEF   | Iván Pillud          |     |
| 8     | MED   | Augusto Fernández    | 86' |
| 11    | MED   | Víctor Zapata        |     |
| 10    | MED   | Héctor Canteros      |     |
| 7     | DEL   | Juan Manuel Martínez | 58' |
| 9     | DEL   | Mauro Boselli        | 24' |
| D. T. | D. T. | Alejandro Sabella    |     |

| 1     | POR   | Jefferson Galvão     |     |
| 2     | DEF   | Danilo Luiz da Silva |     |
| 3     | DEF   | Dedé Vital           |     |
| 4     | DEF   | Réver Araújo         |     |
| 6     | DEF   | Kléber Carvalho      |     |
| 7     | MED   | Paulinho Bezerra     | 86' |
| 5     | MED   | Ralf Teles           |     |
| 8     | MED   | Renato Abreu         | 63' |
| 11    | DEL   | Neymar Jr            |     |
| 10    | DEL   | Ronaldinho Gaúcho    |     |
| 9     | DEL   | Leandro Damião       |     |
| D. T. | D. T. | Mano Menezes         |     |

| 22 | DEL | Emmanuel Gigliotti | 24' |
| 23 | DEL | Pablo Mouche       | 58' |
| 18 | MED | Cristian Chávez    | 86' |

| 17 | MED | Oscar Emboaba            | 63' |
| 22 | MED | Carlos Henrique Casemiro | 86' |
|    |     |                          |     |

|  |

|  |

| Amonestado | 65' | Víctor Zapata |

|  |

| Árbitro             | Enrique Osses     |
| Árbitros asistentes | Patricio Basualto |
| Árbitros asistentes | Carlos Astroza    |
| Cuarto árbitro      | Héctor Baldassi   |

### Partido de vuelta
| 1     | POR   | Jefferson Galvão     |    |
| 2     | DEF   | Danilo Luiz da Silva |    |
| 3     | DEF   | Dedé Vital           |    |
| 4     | DEF   | Réver Araújo         |    |
| 6     | DEF   | Bruno Cortez         | 87 |
| 7     | MED   | Lucas Moura          | 68 |
| 5     | MED   | Ralf Teles           |    |
| 8     | MED   | Rômulo Antoneli      |    |
| 11    | DEL   | Neymar Jr            |    |
| 10    | DEL   | Ronaldinho Gaúcho    |    |
| 9     | DEL   | Humberlito Borges    | 72 |
| D. T. | D. T. | Mano Menezes         |    |

| 1     | POR   | Agustín Orión       |    |
| 3     | DEF   | Emiliano Papa       |    |
| 5     | DEF   | Cristian Cellay     |    |
| 6     | DEF   | Sebastián Domínguez |    |
| 2     | DEF   | Leandro Desábato    |    |
| 4     | DEF   | Iván Pillud         | 77 |
| 8     | MED   | Augusto Fernández   |    |
| 11    | MED   | Pablo Guiñazú       |    |
| 10    | MED   | Héctor Canteros     | 59 |
| 7     | DEL   | Walter Montillo     |    |
| 9     | DEL   | Lucas Viatri        |    |
| D. T. | D. T. | Alejandro Sabella   |    |

| 18 | MED | Diego Souza     | 68 |
| 19 | DEL | Fred Chaves     | 72 |
| 16 | DEL | Kléber Pinheiro | 87 |

| 17 | MED | Mario Bolatti | 59 |
| 20 | DEL | Pablo Mouche  | 77 |

| Anotado | 53' | Lucas Moura |
| Anotado | 75' | Neymar Jr   |

|  |

|  |

| Amonestado | 70' | Leandro Desábato |

| Árbitro             | Jorge Larrionda   |
| Árbitros asistentes | Pablo Fandiño     |
| Árbitros asistentes | Mauricio Espinosa |

| 1     | POR   | Jefferson Galvão     |    |
| 2     | DEF   | Danilo Luiz da Silva |    |
| 3     | DEF   | Dedé Vital           |    |
| 4     | DEF   | Réver Araújo         |    |
| 6     | DEF   | Bruno Cortez         | 87 |
| 7     | MED   | Lucas Moura          | 68 |
| 5     | MED   | Ralf Teles           |    |
| 8     | MED   | Rômulo Antoneli      |    |
| 11    | DEL   | Neymar Jr            |    |
| 10    | DEL   | Ronaldinho Gaúcho    |    |
| 9     | DEL   | Humberlito Borges    | 72 |
| D. T. | D. T. | Mano Menezes         |    |

| 1     | POR   | Agustín Orión       |    |
| 3     | DEF   | Emiliano Papa       |    |
| 5     | DEF   | Cristian Cellay     |    |
| 6     | DEF   | Sebastián Domínguez |    |
| 2     | DEF   | Leandro Desábato    |    |
| 4     | DEF   | Iván Pillud         | 77 |
| 8     | MED   | Augusto Fernández   |    |
| 11    | MED   | Pablo Guiñazú       |    |
| 10    | MED   | Héctor Canteros     | 59 |
| 7     | DEL   | Walter Montillo     |    |
| 9     | DEL   | Lucas Viatri        |    |
| D. T. | D. T. | Alejandro Sabella   |    |

| 18 | MED | Diego Souza     | 68 |
| 19 | DEL | Fred Chaves     | 72 |
| 16 | DEL | Kléber Pinheiro | 87 |

| 17 | MED | Mario Bolatti | 59 |
| 20 | DEL | Pablo Mouche  | 77 |

| Anotado | 53' | Lucas Moura |
| Anotado | 75' | Neymar Jr   |

|  |

|  |

| Amonestado | 70' | Leandro Desábato |

| Árbitro             | Jorge Larrionda   |
| Árbitros asistentes | Pablo Fandiño     |
| Árbitros asistentes | Mauricio Espinosa |

| Bandera de Brasil          |
| Campeón Brasil 1.er título |